# Villasalto
Villasalto (Biddesatu in sardo) è un comune italiano di 888 abitanti della città metropolitana di Cagliari.

## Geografia fisica

### Territorio

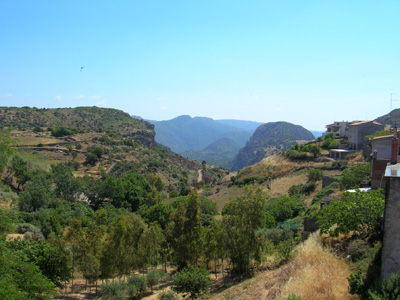
Scorcio del luogo

Il paese si trova nella subregione del Gerrei (fino all'Ottocento era anche usato l'antico nome di Galilla) ed è situato ad un'altitudine di circa 500 metri sopra il livello del mare.
Il territorio di Villasalto si affaccia a nord-est sul Flumendosa, fiume fondamentale perché rende l'area fertile e adatta all'agricoltura, e si estende oltre il corso d'acqua, verso il Salto di Quirra, nella zona chiamata Barigau (il nome sta a indicare la sua posizione oltre il fiume).

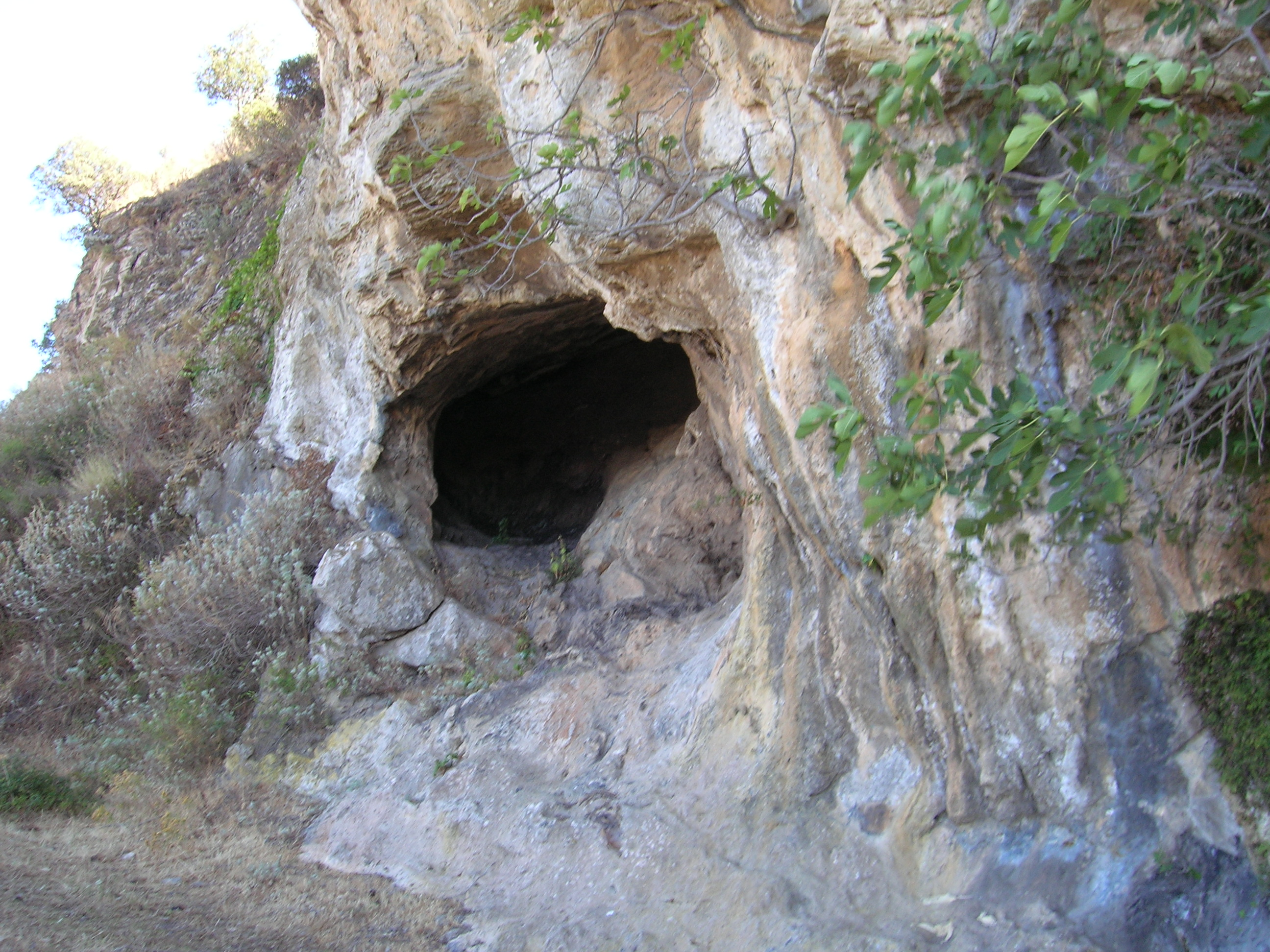
Sa Grutta Manna

Il territorio si allarga poi a Sud verso il monte Genis (979 m, alle cui falde meridionali è situato il confine comunale) luogo a sua volta compreso nel territorio del comune e famoso per le sue sorgenti d'acqua pura e ottima per qualsiasi consumo.
Sulle cime del monte Genis, inserito nel Parco dei Sette Fratelli - Monte Genis, si gode di un'ottima vista che permette di scorgere un ampio panorama che va dai monti dell'Ogliastra e del Gennargentu a nord, fino ai monti del cagliaritano a sud (monte Serpeddì, il massiccio di Sette Fratelli ecc.). 
Sempre sul monte, è presente un'imponente costruzione nuragica, formata da una torre centrale e da diverse torri a corona, con muraglie imponenti che le congiungono. 
In mezzo alla fitta boscaglia di lecci, corbezzoli, e alta macchia mediterranea, è possibile scorgere delle bizzarre figure scolpite dal tempo, dall'acqua e dal vento sulla roccia, come ad esempio l'aquila (vedi foto sottostante) che si trova in prossimità della cima del monte, subito dopo aver abbandonato il bosco.

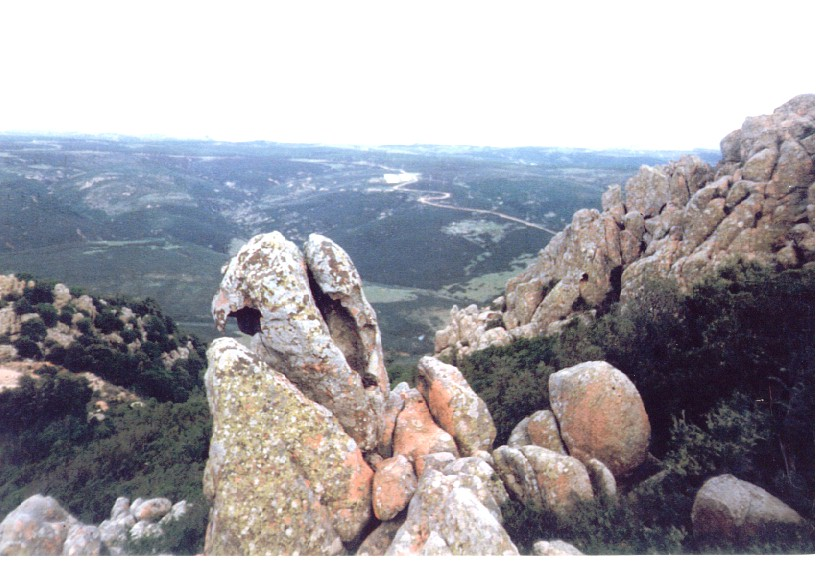
Achili

A est il territorio è delimitato dal monte Lora, rinomato per la caratteristica e suggestiva sfinge formata dai suoi promontori calcarei, e che segna il confine col territorio di San Vito.
Dalla cittadina si possono scorgere le vette del Gennargentu, da quella più vicina, vale a dire il monte Santa Vittoria di Esterzili, la Punta La Marmora, le cime dell'Ogliastra (Sa Perda Liana di Gairo, i Tacchi di Jerzu, i monti di Tertenia, monte Cardiga di Perdasdefogu), fino al mare della costa orientale della Sardegna, raggiungibile in auto in pochi minuti.
Nella zona sono presenti alcune grotte, come "Sa Grutta Manna" o "Sa Grutta 'e Scusi" dove vive il geotritone sardo, una particolare specie di anfibio (ordine: caudati o urodeli; nome scientifico: Hydromantes genei) ormai in via d'estinzione.

### Flora e fauna
La zona è ricca di lecci, olivi, lentisco, corbezzolo, cisto, asparagi e funghi.
Numerosi sono gli animali che vengono preservati dall'incolume territorio:
cervi e mufloni (reintrodotti nel territorio di monte Genis), poi aquile reali, falchi, sparvieri, cinghiali, martore, gatti selvatici.

## Origini del nome
Il nome Villasalto deriva dal latino "saltus" (campagna) e in lingua sarda il paese vien chiamato Biddesatu, letteralmente "paese di campagna".

## Storia
La zona era già frequentata in età nuragica. 
A darne testimonianza vi sono diversi nuraghi, come il monotorre detto Corrolia o Corrulia ubicato presso la valle del Flumendosa; il nuraghe Serra Madau anch'esso monotorre, aggrappato ad uno sperone di roccia sulla confluenza dei fiume Flumendosa e del rio S'acqua Callenti. A 700 metri sul monte Genis vi è un complesso di circoli di diverse dimensioni, chiamato Sa dom'e sa nì (nome che significa "la casa della neve"), la cui funzione non è ancora stata chiarita: si pensa che una di queste costruzioni fosse legata al culto delle acque o che in generale questi circoli fossero le capanne di un villaggio nuragico.
La zona passò sotto il dominio punico ovvero sotto il comando Cartaginese, per poi passare ai Romani dal II al V secolo d.C.
Il paese è stato a lungo sotto il dominio gallilense (antica popolazione nuragica sarda stanziata nella zona di Esterzili), il cui popolo ha protetto il territorio da numerosi tentativi di invasione, tra cui quelli romani che avevano insediato coloni per sfruttarne il territorio. Resti di epoca romana sono presenti presso la necropoli di Cea Romana sul Monte Arrubiu.

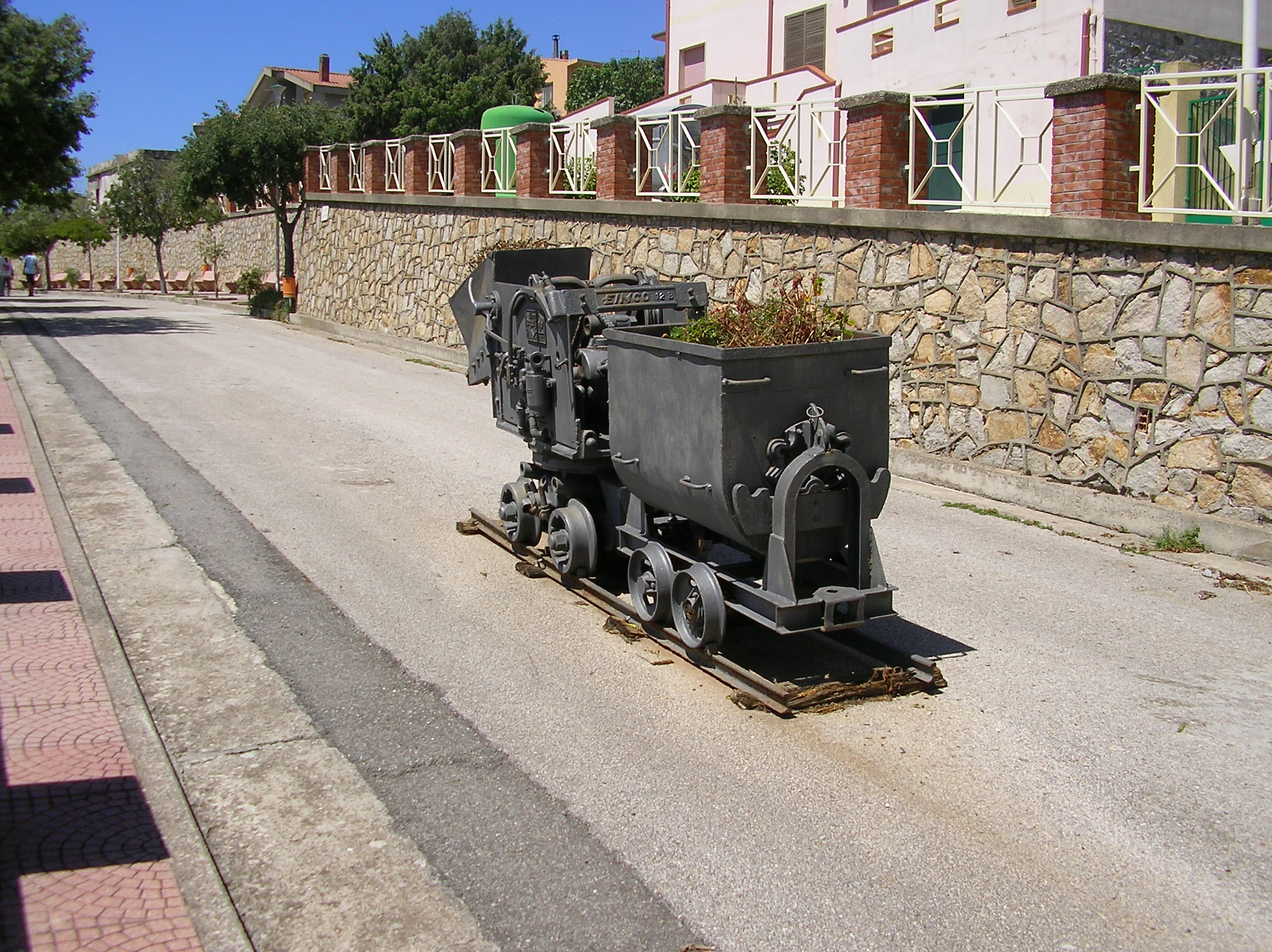
Strumento della miniera oggi in mostra nel centro urbano

Testimonianze di questi avvenimenti sono documentate dalla tavola di Esterzili.
La zona fu quindi meta delle scorribande vandaliche e bizantine.
In seguito a questi avvenimenti si formò il primo vero centro abitato in una zona protetta e ricca d'acqua, per trovare rifugio dai banditi provenienti dalla Barbagia.
Nel Medioevo la zona passò sotto il controllo del giudicato di Cagliari, nella curatoria del Gerrei, fino al 1258, per poi essere governata dal giudicato di Arborea e infine da Pisa.
Con la conquista aragonese della Sardegna la zona divenne dominio del Regno di Sardegna e nel 1681 il paese fu incorporato nella contea di Villasalto, feudo della famiglia Zatrillas, e vent'anni dopo fu annesso al marchesato di Villaclara, feudo prima degli stessi Zatrillas e poi dei Vivaldi Pasqua.
Nel 1708 la zona passò per un breve periodo in mano agli austriaci per poi arrivare nel 1718 al duca di Savoia.
Il paese venne riscattato ai Vivaldi Pasqua, ultimi feudatari, nel 1839, con la soppressione del sistema feudale.
In tempi moderni, in particolare durante la seconda guerra mondiale, il paese ha subito un forte incremento della popolazione grazie alla presenza della miniera di Su Suergiu, oggetto d'interesse già dalla metà del XIX secolo, dalla quale veniva estratto e lavorato l'antimonio.
Con la fine della guerra anche le attività della miniera sono andate scemando, fino alla chiusura, negli anni ottanta, portando così un progressivo ed inesorabile spopolamento del paese.

## Monumenti e luoghi d'interesse

### Architetture religiose
- Chiesa di San Michele
- Chiesa di Santa Barbara
- Chiesa di San Cristoforo

### Luoghi d'interesse
- Miniera di Su Suergiu

## Società

### Evoluzione demografica
Abitanti censiti

### Lingue e dialetti
La variante del sardo parlata a Villasalto è il campidanese sarrabese.

### Tradizioni e folclore

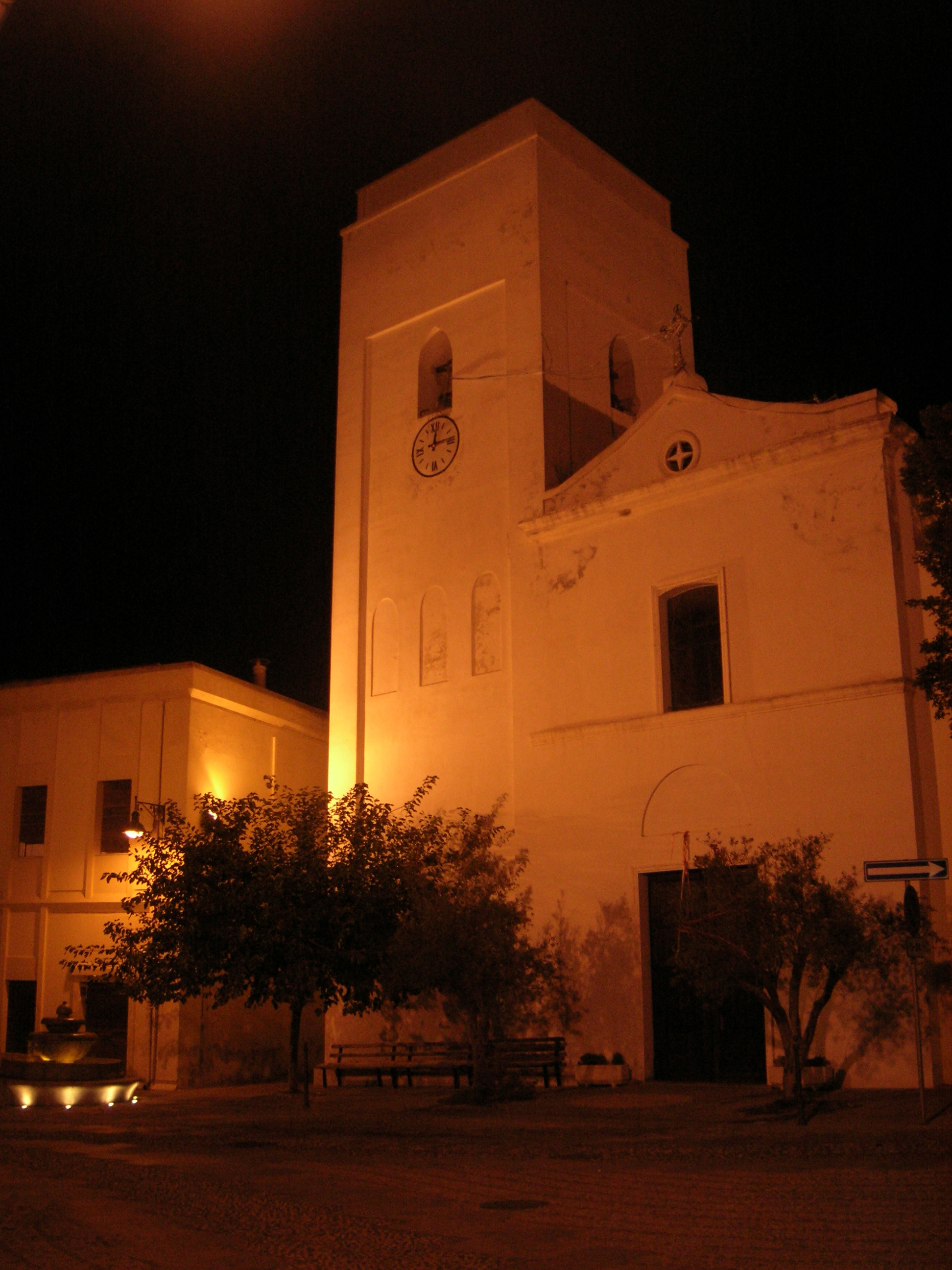
Chiesa parrocchiale di San Michele Arcangelo

San Michele Arcangelo - È il patrono del paese e si festeggia il 29 settembre. 
La festa viene però celebrata solo religiosamente e raramente vengono organizzate manifestazioni a livello civile.

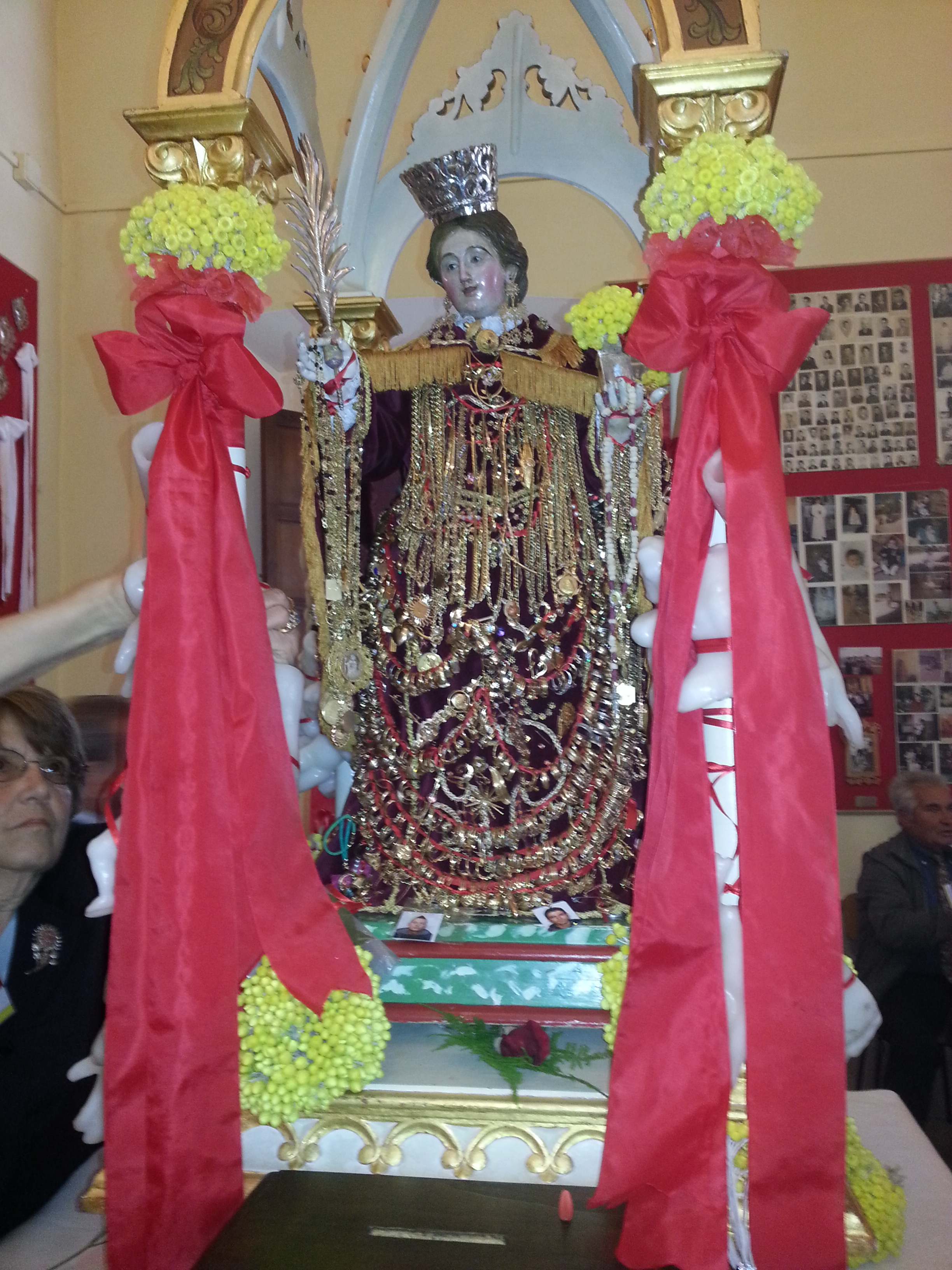
Statua di Santa Barbara a Villasalto

Santa Barbara - La festa maggiore del paese è quella di santa Barbara, celebrata il primo lunedì del mese di giugno. La festa si prolunga per almeno 4 giorni e in questa occasione il paese si popola di pellegrini provenienti dalla Barbagia, dal Sarrabus e da tutte le zone più o meno vicine al paese.
La stessa festa, ma in maniera meno importante viene organizzata la prima domenica di luglio per dare la possibilità ai turisti e agli emigrati di partecipare.
Le celebrazioni vengono organizzate a livello religioso con processioni che si snodano per tutta la cittadina, e a livello civile con canti e balli.
San Cristoforo - A pochi chilometri dal paese si trova la chiesa dedicata a san Cristoforo.
La sua festa, celebrata tra il 13 e il 14 agosto, prevede una processione che parte dalla chiesa parrocchiale di San Michele Arcangelo e a piedi arriva fino alla chiesetta campestre.
Il rientro del santo alla chiesa patronale viene invece accompagnato da una processione di automobili che si conclude con la benedizione degli automobilisti.
Sant'Antonio e san Sebastiano - La festa di questi due santi si tiene rispettivamente il 17 gennaio e il 20 gennaio.
Per entrambe le celebrazioni vengono organizzati dei falò notturni nella piazza del paese e vengono distribuite arance o pane alla popolazione, a seconda del Santo festeggiato.
Is Animeddas - La mattina del 31 ottobre i bambini si recano fin dall'antichità di casa in casa a ricevere le cibarie (per lo più dolci o frutta) che gli abitanti del paese donano ai bimbi in onore delle anime dei morti.
Sinnadroxiu - La festa si tiene nelle campagne che circondano il paese, nel giorno dell'Ascensione.
Su sinnu ("il segno" e da qui il nome sinnadroxiu) è il marchio padronale che viene apposto al bestiame per il riconoscimento ed è proprio l'apposizione di questo marchio che viene festeggiata in quest'occasione.
Durante la manifestazione viene offerto in un fazzoletto il formaggio cagliato fresco prodotto dai pastori.
Oltre alle varie degustazioni la Proloco offre anche un pranzo a base di carne di pecora.
Durante le varie festività il gruppo folk "San Cristoforo", composto da alcuni villasaltesi, si esibisce nel tipico costume del luogo ballando il caratteristico ballo sardo.

## Geografia antropica
Il paese si divide principalmente in due parti: 
La parte bassa e la più antica si sviluppa intorno alla neoclassica chiesa di san Michele arcangelo, mentre la nuova si sviluppa intorno alla prima chiesa del paese, il Santuario di S.Barbara V.M. di Nicomedia che nella sua forma attuale risale alla metà circa dell' "800, ma che fu probabilmente fondata dai monaci bizantini e che rimase parrocchia fino al 1599 quando venne eretta da mons. Esqivel la parrocchia di s. Michele. I principali rioni del paese sono così denominati dai cittadini: Corea, Terrepedis, Concia, Su Cuccuru, Terrapieno, Bracuccia, Funtana de josso, Forreddu, Su occili, Su Battumeo, Cott' e ois, Ziu Antini
Percorrendo il lastricato in pietra che attraversa il centro storico del paese, si trovano la Casa museo (che custodisce soprattutto antichi strumenti da lavoro tipici del luogo) e numerose abitazioni costruite con la tipica pietra del posto.
Poco distante dal centro urbano si trova una base eliportuale del Corpo Forestale e di Vigilanza Ambientale della Regione Sardegna, operante durante la campagna antincendi boschivi.

## Economia

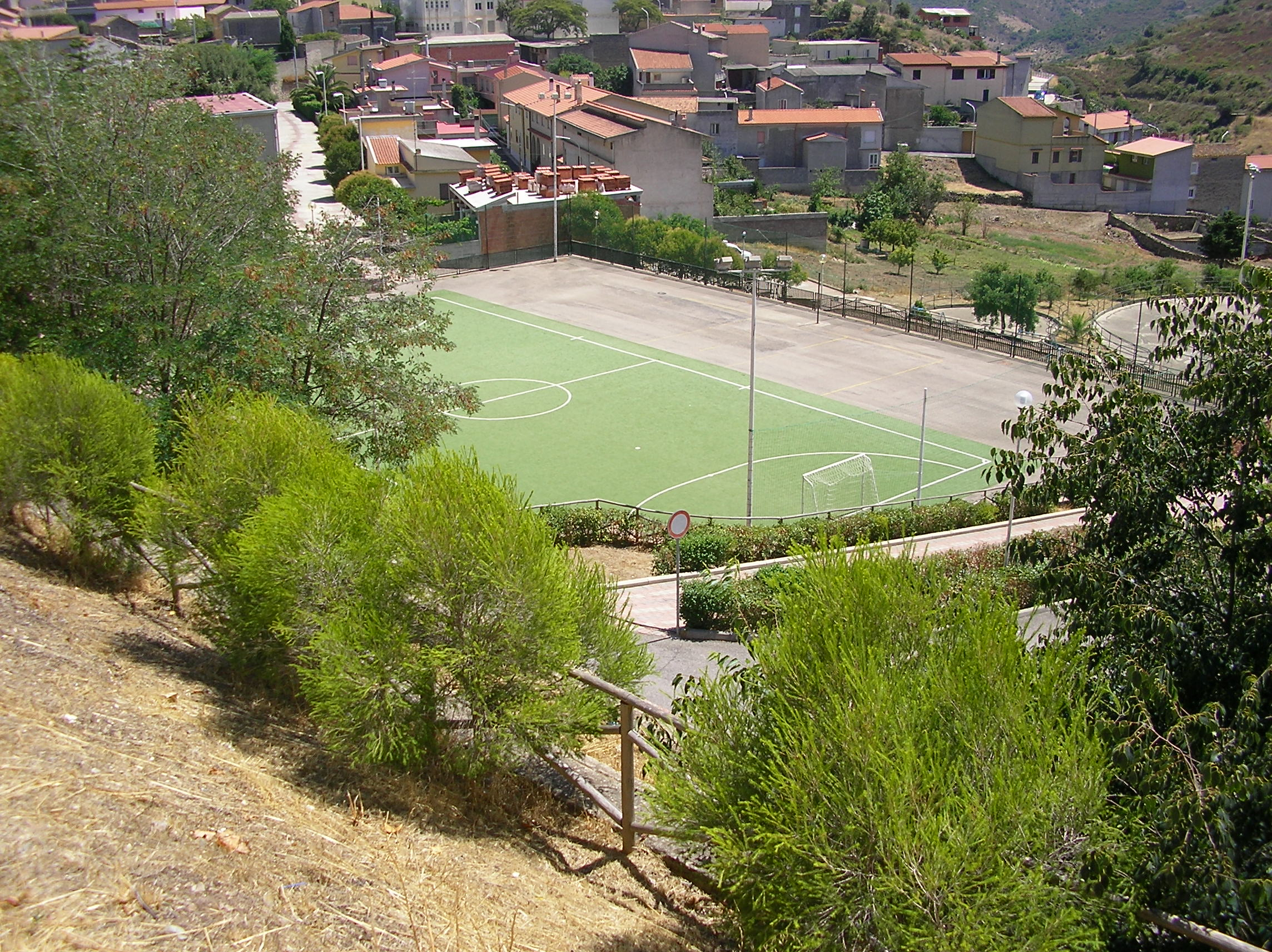
Piazzetta Nera

Numerosi sono i villasaltesi (così si chiamano gli abitanti del luogo) che si dedicano alla pastorizia nei territori che circondano il centro abitato, dedicandosi in particolar modo all'allevamento di animali da fattoria quali capre, pecore, mucche e buoi, maiali, cavalli, galline.
In alcuni casi, gli imprenditori che hanno deciso di dedicarsi a questo settore hanno scelto di utilizzare macchinari in grado di alleggerire il proprio lavoro e di permettere una maggior rendita e produzione in particolare del latte vaccino e pecorino.
L'agricoltura, grazie al terreno fertile (in particolare nei pressi del Flumendosa), è abbastanza sviluppata e permette una discreta produzione di frutta, verdura, legumi e cereali a utilizzo privato e alla vendita.
Grazie ad alcuni contributi dedicati all'imprenditoria giovanile, il paese si è arricchito di punti vendita dedicati agli alimentari, all'oggettistica e alla produzione di prodotti locali.
Seppur in quantità minore, una discreta parte dei villasaltesi è impiegata nel settore terziario.